# Ulrike Wischer
Ulrike Wischer (* 9. August 1959; † 1. August 2016) war eine deutsche Journalistin und Redakteurin beim WDR Fernsehen in Köln.
Wischer leitete WDR-Sendungen wie die Aktuelle Stunde und die Programmgruppe Regionales (Lokalzeit). Daneben entwickelte sie verschiedene Fernseh-Formate, u. a. die von Frank Plasberg moderierte Sendung Hart aber fair. Ferner war sie als Buchautorin im tätig.